# Сольєрський трамвай

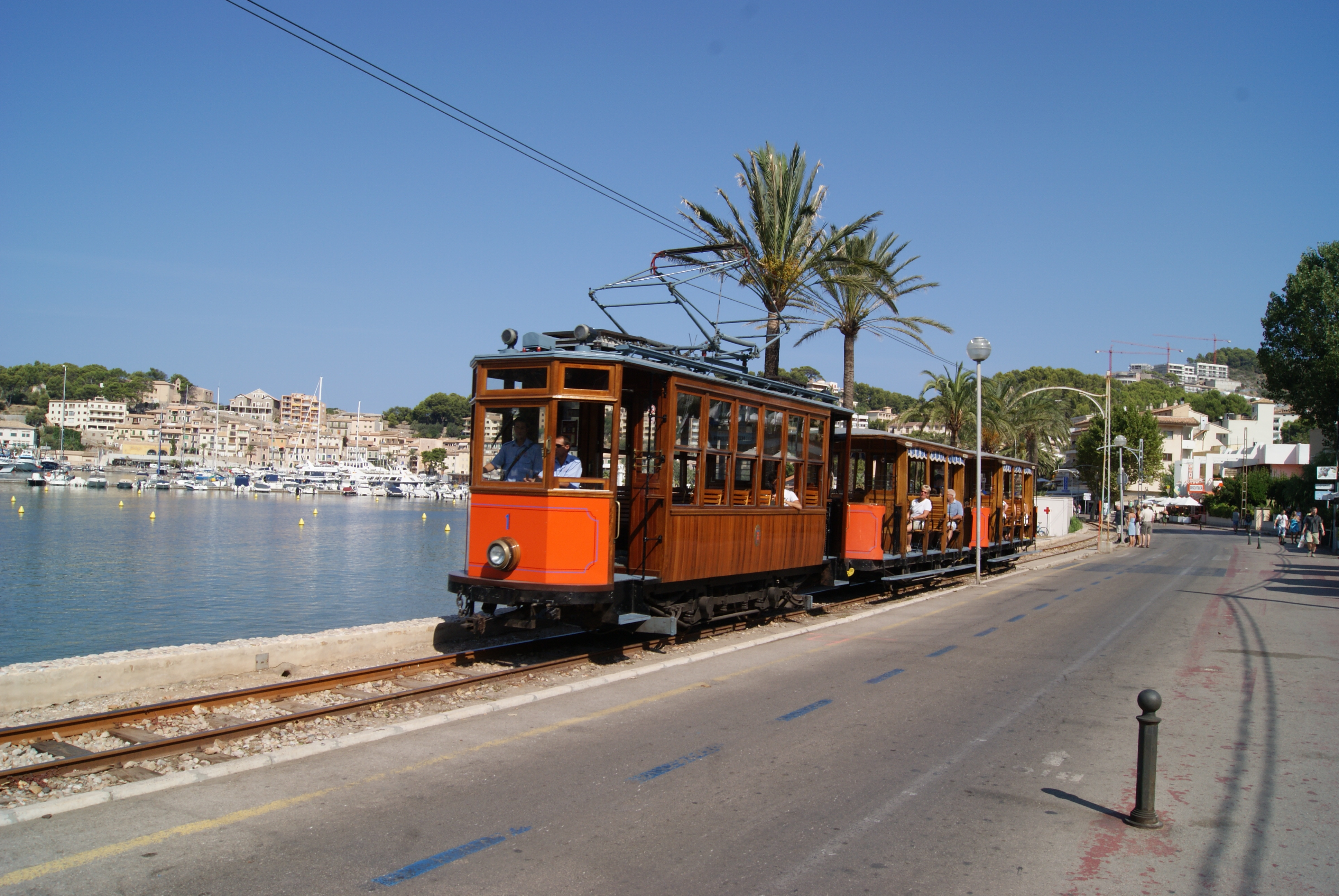
Сольєрський трамвай

39°46′38″ пн. ш. 2°42′19″ сх. д. / 39.777222° пн. ш. 2.705278° сх. д.
Сольєрський трамвай (ісп. Tranvía de Sóller) — трамвайна лінія на острові Мальорка (Балеарські острови, Іспанія).
Лінія сполучає місто Сольєр і портове селище Порт-де-Сольєр і є частиною туристичного маршруту. Довжина лінії становить 4868 м, а кількість станцій — 17. Перевезення здійснює компанія Ferrocarril de Sóller S.A (FS).
Лінія була відкрита 4 жовтня 1913 року. Будівництво лінії розпочалось після відкриття залізниці, яка з'єднала Пальму і Сольєр. Трамвай працює в основному для перевезення туристів, на лінії використовуються трамваї старого типу. Ширина колії — 914 мм.